# Cycas bougainvilleana
Cycas bougainvilleana là một loài thực vật hạt trần trong họ Cycadaceae. Loài này được K.D.Hill mô tả khoa học đầu tiên năm 1994.